# Harden-Eulenburg-Affäre

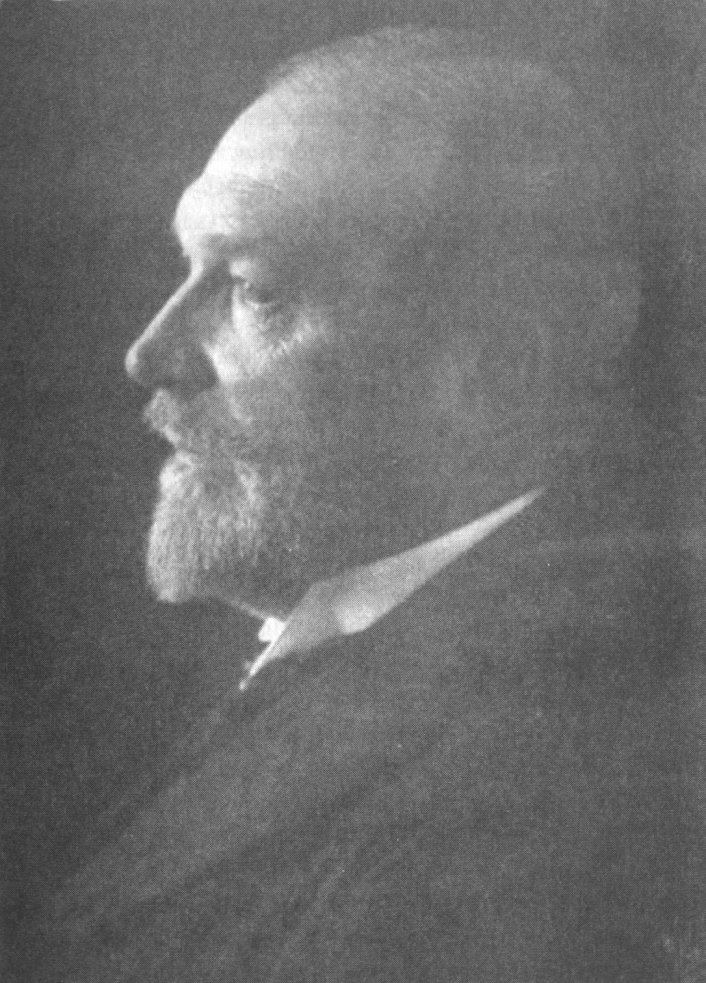
Philipp Fürst zu Eulenburg-Hertefeld (um 1905)

Die Harden-Eulenburg-Affäre, oder kurz Eulenburg-Affäre, war ein Skandal um eine Reihe von Kriegsgerichts- und fünf reguläre Gerichtsverfahren wegen Homosexualität und die gegen diese Vorwürfe geführten Verleumdungsklagen in den Jahren 1907 bis 1909. Ausgelöst durch erste Texte des konservativen Journalisten Maximilian Harden 1906 fand sie erst 1909 ihr Ende. Betroffen waren prominente Mitglieder des Freundeskreises und der politischen Umgebung von Kaiser Wilhelm II. Die Affäre wurde zum größten Skandal des deutschen Kaiserreiches und erregte weltweit Aufsehen.
Harden inszenierte den Skandal gegen Philipp Fürst zu Eulenburg-Hertefeld bewusst, um den Kaiser außenpolitisch unter Druck zu setzen. Er instrumentalisierte dazu enge Vertraute des Kaisers aus dem homoerotischen Liebenberger Kreis, die er als „homoerotische Tafelrunde politischer Weichlinge“ darstellte, die Wilhelm II. seit zwei Jahrzehnten vom „männlichen“ Kurs Bismarcks abbringen und stattdessen zu einer dauerhaften Friedenspolitik gegenüber Großbritannien und Frankreich bewegen wollten. Dadurch drohe womöglich ein Verzicht auf deutsche Kolonien oder auf das annektierte Reichsland Elsaß-Lothringen.
Der Skandal trug, zugleich mit der Daily-Telegraph-Affäre, zu einer Krise im Regierungslager bei. Sie endete 1909 mit dem Rücktritt des Reichskanzlers Bernhard von Bülow, der ebenfalls in die Affäre hineingezogen worden war.

## Vorgeschichte
Eulenburg, Kopf des Liebenberger Kreises um den Kaiser, soll laut Wilhelms Biograph John Röhl diesen einst zu Bismarcks Sturz und zur Errichtung seines Persönlichen Regiments (1890–1909) bewogen haben. Mit der Ernennung von Eulenburgs Protegé, dem Grafen und späteren Fürsten Bernhard von Bülow, zum Reichskanzler im Oktober 1900 erreichte Eulenburgs Einfluss seinen Höhepunkt. Obwohl Bülow bis Juli 1909 im Amt blieb, nahm der Einfluss Eulenburgs seit der Jahrhundertwende wieder ab. 1902 gab er seinen Botschafterposten in Wien auf und zog sich ganz auf sein Schloss Liebenberg zurück. Wilhelm II. besuchte ihn zwar hin und wieder, doch war für Eingeweihte erkennbar, dass Eulenburg seine große Zeit hinter sich hatte.

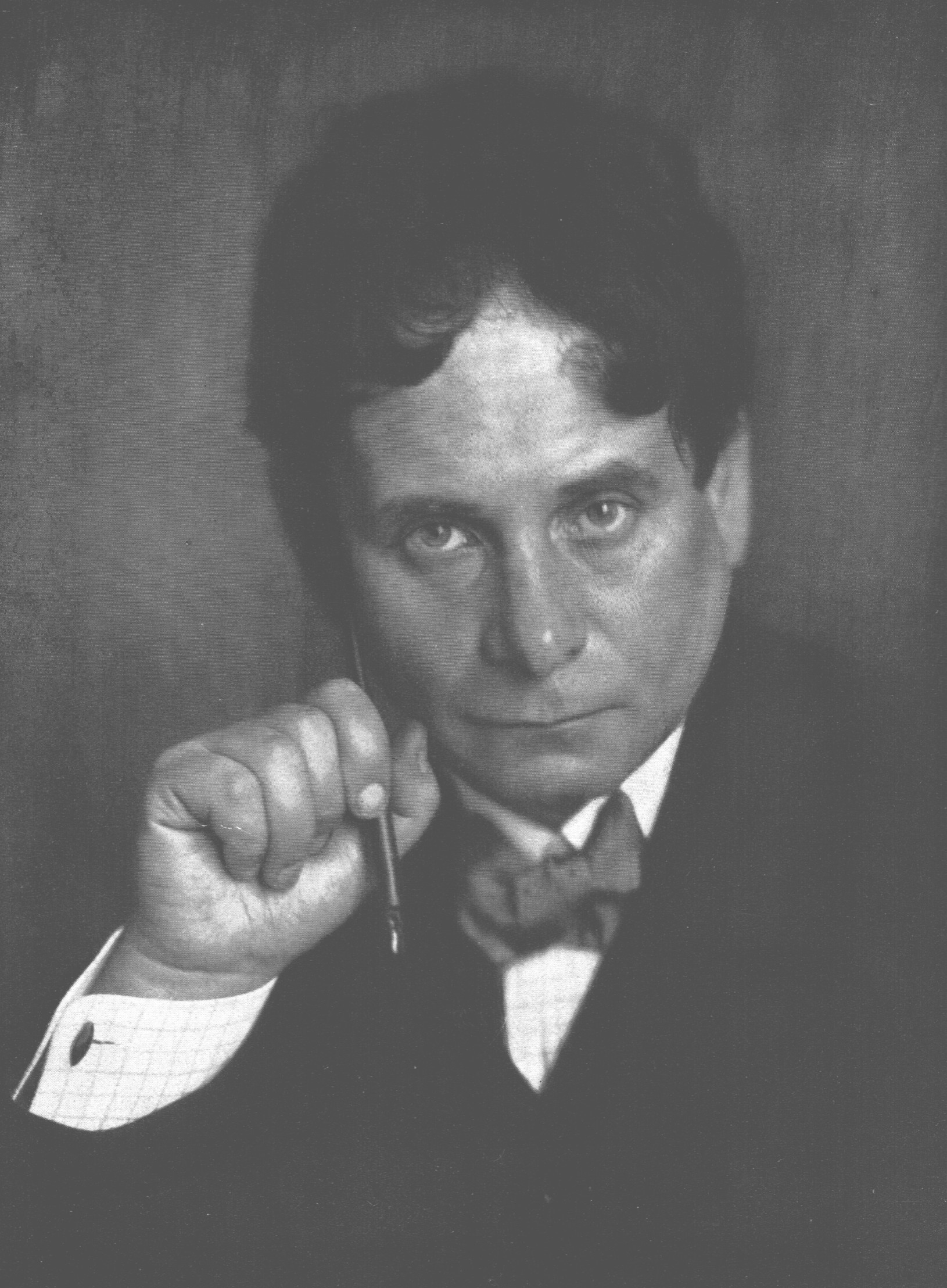
Maximilian Harden

Der Historiker Volker Ullrich urteilt: „In den Augen der kritischen Öffentlichkeit galt Eulenburg indes immer noch als Haupt einer Nebenregierung, einer »Kamarilla«, die einen verderblichen Einfluss auf den Kaiser und die Reichspolitik ausübe … Im Herbst 1906, als der Bismarck-Verehrer Maximilian Harden seinen Feldzug gegen Eulenburg und dessen Freundeskreis eröffnete, hatte die Missstimmung über die Zustände an der Führungsspitze des Reiches einen Höhepunkt erreicht. ‚Wir entsinnen uns kaum einer Zeit, in der eine derartige Unzufriedenheit geherrscht und so offen zum Ausdruck gebracht worden wäre, wie es jetzt der Fall ist‘, stellten die Hamburger Nachrichten fest, das alte Hausblatt der Bismarcks. Nahrung erhielt die Unzufriedenheit durch ein Buch, das damals für Furore sorgte: ‚Unser Kaiser und sein Volk! Deutsche Sorgen. Von einem Schwarzseher‘. Der anonyme Verfasser kam zum Ergebnis, dass Wilhelm von Schranzen umgeben sei und längst den Kontakt zu seinem Volk verloren habe. Daraus leitete er die Forderung ab: »Die Chinesische Mauer der Hofkamarilla muß fallen!«“
Eulenburg wurde von konservativen politischen Kreisen verdächtigt, auf einen Ausgleich mit Großbritannien und Frankreich hinzuwirken, um einen dauerhaften Frieden zu erreichen, und zu diesem Zweck den Kaiser zu veranlassen, bewaffneten Konflikten auszuweichen und sogar über die Rückgabe des annektierten Reichslandes Elsaß-Lothringen zu diskutieren. Maximilian Harden, einer der außenpolitischen Hardliner unter den deutschen Publizisten, hatte bereits 1905 einen Präventivkrieg gegen Frankreich befürwortet. Zu diesem kam es jedoch nicht, was er der „Liebenberger Kamarilla“ zuschrieb.

## Artikel in Hardens Zeitschrift
Am 17. November 1906 veröffentlichte Harden seinen ersten Artikel mit dem Titel „Praeludium“, in dem er Andeutungen bezüglich der sexuellen Beziehung zwischen Eulenburg und dem Kaiser und den angeblich von Eulenburg aufgebauten Liebenberger Kreis für Einflussnahme auf den Kaiser und somit für die außenpolitischen Misserfolge Deutschlands verantwortlich machte.
Diese noch andeutenden Bemerkungen scheuchten die Betroffenen auf, und sie verhandelten daraufhin über den Hamburger Theaterintendanten Alfred von Berger als Mittelsmann mit Harden über seine Forderungen zur Vermeidung weiterer Veröffentlichungen. Unter der Zusicherung der Einstellung weiterer Artikel durch Harden verließ Eulenburg Deutschland im Dezember 1906 in die Schweiz. Harden drohte noch am 8. Dezember 1906: „Wird’s nötig, dann werde ich lauter reden“. Er werde sich „aber freuen, wenn das Grüppchen, dem ich jedes Privatvergnügen gönne, das politische Geschäft aufgibt und mir (und anderen) leidige Pflichterfüllung erspart.“ Doch schon im Januar 1907 kehrte der Fürst nach Deutschland zurück, um vom Kaiser den Schwarzen Adlerorden entgegenzunehmen. Da Harden den Eindruck gewann, dass sich Eulenburg auch in die Frankreichpolitik einmischte, nahm er seine Kampagne wieder auf. Am 6. April 1907 veröffentlichte er in der Zukunft einen weiteren Leitartikel mit der Überschrift „Wilhelm der Friedliche“. In diesem Artikel vertrat er die Ansicht, dass die Reichsleitung unter anderem die Linie ihrer Politik nicht durchsetzen könne, weil die Repräsentanten des Landes – darunter vor allem Wilhelm II. – den anderen Ländern zu oft und zu heftig versichert hätten, nur friedliche Absichten zu haben, etwa in der Marokkokrise 1905/06.
Seine publizistischen Attacken verschärfte Harden deutlich, als kurz nach dem Scheitern der Algeciras-Konferenz – die die politische Isolation des Deutschen Reiches in der Marokkokrise manifestierte – Wilhelm II. bei einer privaten Tafelgesellschaft auf Eulenburgs Schloss Liebenberg mit dem Ersten Sekretär der französischen Botschaft in Berlin, Comte Raymond Lecomte, zusammentraf und eine gewisse Sympathie für diesen empfand. Am 13. April 1907 schrieb Harden hämisch: „Die träumten nicht von Weltbränden; haben’s schon warm genug“. Zwei Wochen später wurde er noch deutlicher und schrieb mit Blick auf Eulenburg von einer »nicht gesunden vita sexualis«.

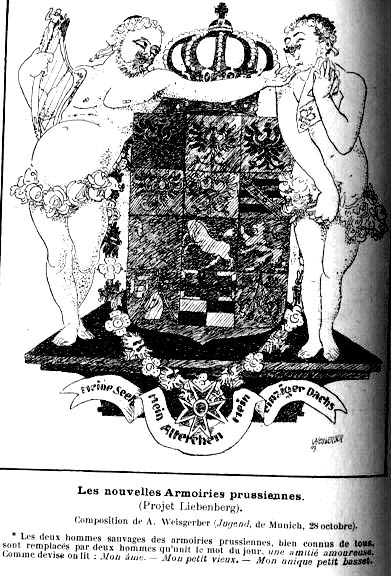
„Das neue Wappen des Königreichs Preußen – Projekt Liebenberg“ (Karikatur von Albert Weisberger in der Jugend, vom 28. Oktober 1907)

Erst am 3. Mai 1907 erfuhr Kaiser Wilhelm II. durch den Kronprinzen von den Vorwürfen, die man zuvor ihm zu berichten nicht gewagt hatte. Seine Forderung nach der Suspendierung der Betroffenen und einer gerichtlichen Klärung der Vorwürfe löste eine breite Berichterstattung der Presse und damit den Skandal aus. Vor allem mit seiner Forderung an Eulenburg, gegen Harden gerichtlich vorzugehen oder aber »unter Vermeidung jeden Aufsehens sich in das Ausland (zu) begeben«, goss er noch Öl ins Feuer.
Eulenburg beklagte des Kaisers Aufforderung als „abscheuliche Roheit“, doch statt Anklage gegen Harden zu erheben, erstattete er bei der Staatsanwaltschaft in Prenzlau Anzeige gegen sich selbst. Da der dortige die Untersuchung leitenden Staatsanwalt mit Eulenburg befreundet war, blieb das Verfahren eine Farce und endete nach zwei Monaten mit der Feststellung der völligen „Unschuld“ des Fürsten.
Am 17. November 1907 warf Harden in einem weiteren Artikel dem Liebenberger Kreis vor, aufgrund persönlicher Verbindungen maßgeblich die deutsche Politik zu beeinflussen und für eine Reihe von Fehlschlägen der deutschen Außenpolitik verantwortlich zu sein. Für Insiderkreise deutlich erkennbar, spielte Harden auf die homoerotischen Beziehungen an, die Mitglieder des Liebenberger Kreises unterhielten. Besonders deutlich waren diese Anspielungen auf Kuno von Moltke bezogen. Harden warf Eulenburg unter anderem vor, ein „ungesunder Spätromantiker“ zu sein, der spiritistische Neigungen habe.
Hinter diesen an Eulenburg gerichteten Vorwürfen steckte letztendlich die zur damaligen Zeit verbreitete Ansicht, dass zur Homosexualität neigende Männer verweichlichte Persönlichkeiten hätten, die zu einem entschlossenen Machtgebrauch nicht imstande seien. In den einflussreichen aristokratischen Kreisen am Hofe Berlins wurden die Andeutungen sehr wohl verstanden und erregten große Aufmerksamkeit.
Bernhard von Bülow, zu dem Zeitpunkt Reichskanzler und mit Eulenburg seit vielen Jahren befreundet, versuchte zunächst, eine Ausweitung des Skandals zu verhindern, und setzte darauf, dass die Erregung über die Enthüllungen Hardens abflauen würde. Ihm war dabei bewusst, dass ein Vorwurf der Homosexualität gegenüber engen Freunden des Kaisers dessen eigene Stellung diskreditieren und ihm das sowieso schon schwierige Regierungsgeschäft weiter erschweren würde.

## Vorwürfe der Homosexualität

„Die Affäre Eulenburg“, zeitgenössische Karikatur von Carl Josef Pollak

Am 27. April 1907 bezichtigte Harden Eulenburg öffentlich der Homosexualität: er erklärte, dass die früher veröffentlichte Karikatur des Harfenspielers auf Eulenburg und dessen „Schätzchen“ Kuno von Moltke anspiele (den Harden mit seinem Spitznamen „Tütü“ nannte). Es wurden auch bei der Staatsanwaltschaft angezeigt: Georg von Hülsen, Intendant des Königlichen Theaters; von Stückradt, ein Adjutant des Kronprinzen; Fürst Bernhard von Bülow.
Wilhelm II. war bereits über die Verfahren gegen Major Johannes Graf zu Lynar und Generalleutnant Graf Wilhelm von Hohenau, den Kommandeur der 1. Garde-Kavallerie-Brigade – beide Verwandte des Kaisers – aufgebracht und verlangte eine Liste seiner Vertrauten, die man der Homosexualität bezichtige. Diese Liste war eine stark gekürzte Version jener, die der Polizeidirektor Leopold von Meerscheidt-Hüllessem angefertigt hatte, um den Kaiser von der Unsinnigkeit des Paragraphen 175 StGB zu überzeugen. Wilhelm II. verlangte von den dort aufgeführten Militärs (Johannes Graf zu Lynar, Hohenau und Moltke), um den Abschied aus der Armee zu bitten, und vom ebenfalls auf der Liste stehenden Eulenburg, sich zu erklären.
Der Arzt und Sexualwissenschaftler Magnus Hirschfeld platzierte in Hardens Zeitschrift Zukunft vom Juni 1907 seinen Artikel Der Normale und die Homosexuellen, in dem er nachdrücklich für die Abschaffung des § 175 plädierte. Man solle an die Persönlichkeiten als Ganzes denken, ihre seelische Richtung, nicht an Sexualakte. Er wies auf die soziale Ungerechtigkeit von Verfolgung und Diskriminierung hin und beklagte den Verlust an kreativen Potenzen für die Gesellschaft. Hirschfeld war Vorsitzender des Wissenschaftlich-humanitären Komitees, das er mit anderen am 15. Mai 1897 gegründet hatte, vier Tage vor Oscar Wildes Haftentlassung aus dem Zuchthaus. Es entstand eine breite öffentliche Debatte.
Generalleutnant Wilhelm von Hohenau floh ins Ausland. Kuno von Moltke trat von seinem Amt zurück und strengte eine Verleumdungsklage gegen Harden an. Der Prozess endete am 19. Dezember 1907 mit Hardens Verurteilung, da Moltke durch die eidesstattliche Aussage Eulenburgs vom Vorwurf der strafbaren Homosexualität entlastet worden war. Damit war Eulenburg in eine Falle getappt, weil Harden in einem weiteren gegen sich selbst angeregten Prozess nachweisen konnte, dass Eulenburg homosexuelle Handlungen mit zwei Starnberger Fischern ausgeübt hatte. Eulenburg war damit faktisch des Meineids überführt; in seiner Wohnung wurde belastendes Material gefunden. Dennoch verwahrte sich Eulenburg gegen jede Schuld und zeigte sich gemäß § 175 StGB bei dem für ihn zuständigen Staatsanwalt an. Dieser musste die Ermittlungen, wie erwartet, im Juli 1907 mangels Beweisen einstellen.

## Gerichtsverfahren

### Moltke gegen Harden (erstes Verfahren)

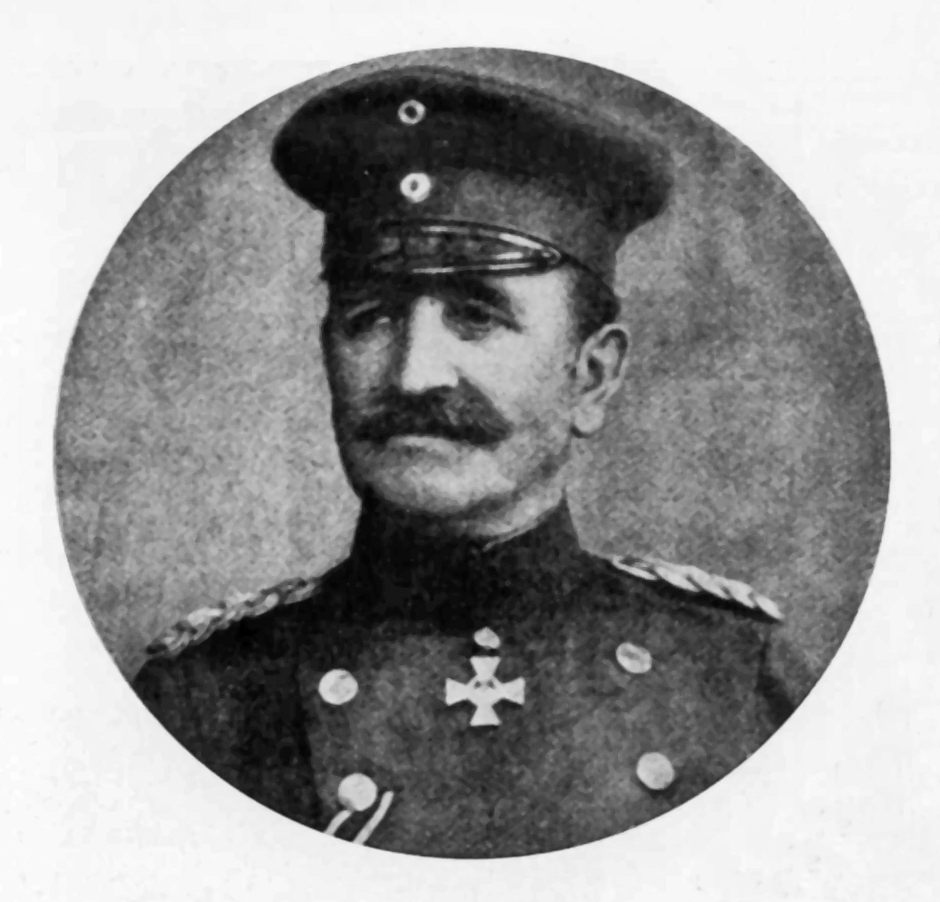
Generalleutnant Kuno Graf von Moltke

Kuno von Moltke forderte Harden zunächst zum Duell; nachdem dieser abgelehnt hatte, zeigte er ihn wegen Beleidigung an. Doch die Staatsanwaltschaft verneinte ein öffentliches Interesse an einer Strafverfolgung Hardens. Anfang Juni 1907 erhob Moltke daraufhin eine Privatklage. Der Prozess fand vom 23. bis 29. Oktober 1907 vor dem Schöffengericht in Moabit statt und wurde ein Medienspektakel, wie es Berlin selten erlebt hatte. Den Vorsitz führte ein sichtlich überforderter Amtsrichter, während sich Harden von dem temperamentvollen Münchner Anwalt und Theaterkritiker Max Bernstein vertreten ließ.
Unter den Zeugen, die gehört wurden, waren die von Moltke nach neun Jahren Ehe geschiedene Lili von Elbe und der Soldat Bollhardt. Frau von Elbe sagte dabei aus, dass Moltke seinen ehelichen Pflichten nur in den ersten beiden Nächten nachgekommen sei, und berichtete von seiner überaus engen Freundschaft mit Eulenburg. Zu Eulenburgs Homosexualität konnte sie nicht aussagen. Bollhardt beschrieb Champagnerpartys in Lynars Villa, bei denen Hohenau und Moltke teilgenommen hätten. Der als wissenschaftlicher Sachverständiger gehörte Magnus Hirschfeld erklärte auf Grund seiner Beobachtungen Moltkes im Gerichtssaal und der Aussagen Elbes, dass Moltke eine „ihm selbst nicht bewusste homosexuelle Veranlagung mit ausgesprochenem seelisch-ideellem Charakter“ aufweise, auch wenn er sie niemals ausgelebt hätte. Als Gegengutachter im Verfahren erschien Georg Merzbach. Am 29. Oktober befand das Gericht, dass Moltke homosexuell sei und Harden unschuldig. In der Presse wurde Empörung über den jüdischen Beklagten und seinen Anwalt laut; der Kaiser schrieb: „Die Justizbehörde hat total versagt und die Krone schwer geschädigt“. Graf Moltke legte Berufung wegen Verfahrensfehlern ein.

### Bülow gegen Brand

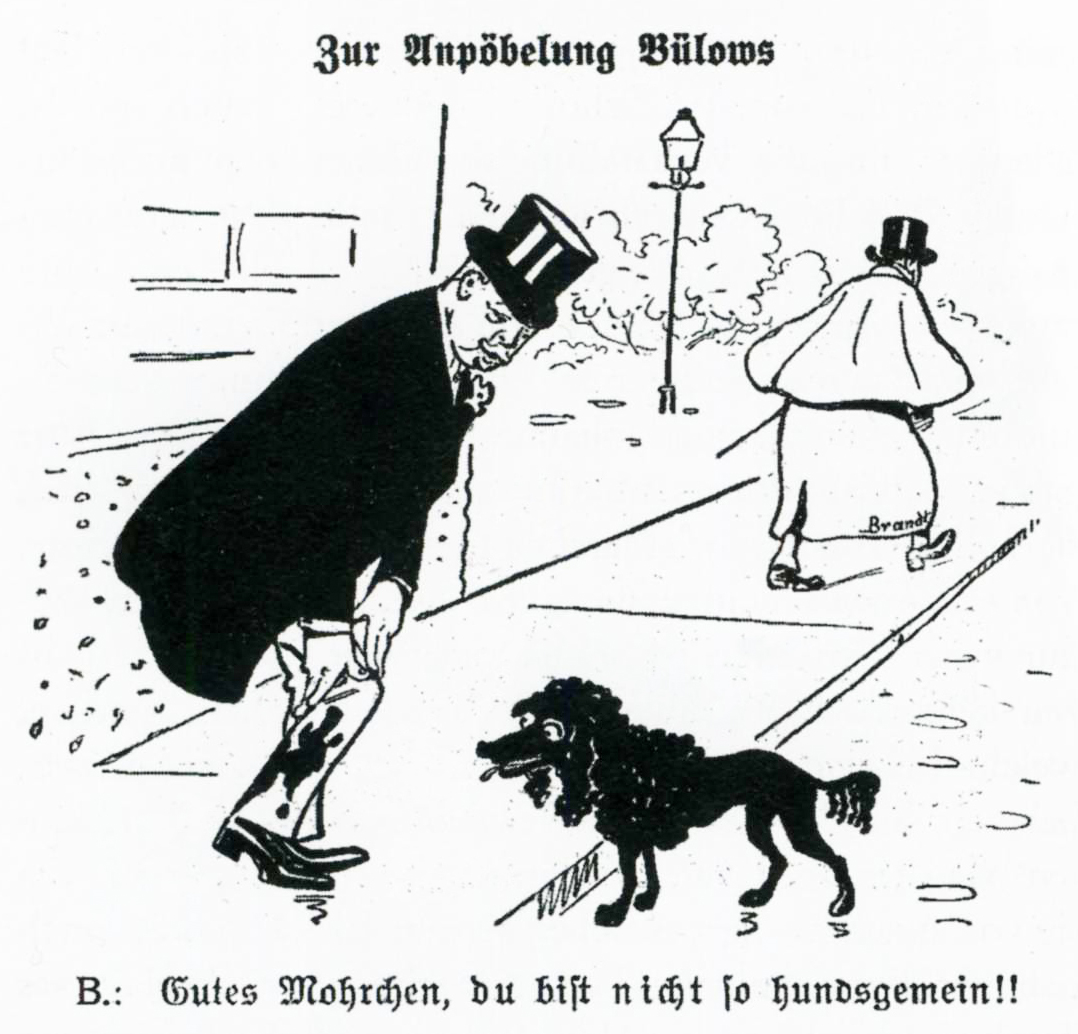
Karikatur aus dem Kladderadatsch, 27. Okt. 1907: Zur Anpöbelung Bülows

Adolf Brand, Gründer der ersten Homosexuellen-Zeitschrift Der Eigene, veröffentlichte ein Flugblatt, auf dem zu lesen war, dass Kanzler Bernhard von Bülow wegen seiner sexuellen Veranlagung und des Küssens mit seinem Privatsekretär Max Scheefer bei einem Treffen, das Eulenburg organisiert hatte, erpresst worden sei. Brand schloss daraus, dass Bülow nunmehr moralisch verpflichtet sei, gegen den § 175 StGB öffentlich anzugehen.
Bei dem darauf folgenden Prozess am 6. November 1907 verteidigte Brand sich gegen die Anklage wegen Verleumdung mit der Begründung, dass die Bezeichnung als Homosexueller nichts Ehrenrühriges an sich hätte und er Bülow somit nichts Übles nachsage. Eulenburg erklärte in dem Prozess seine edle Freundschaft zu Bülow. Er sagte aber auch, dass er niemals sexuelle Beziehungen mit Bülow gehabt habe und wiederholte unter Eid, dass er niemals gegen den § 175 StGB verstoßen habe. Brand wurde der Verleumdung für schuldig befunden und zu 18 Monaten Haft verurteilt.

### Moltke gegen Harden (zweites Verfahren)
Im Dezember 1907 wurde der Prozess zwischen Moltke und Harden wiederholt. Die Hauptzeugin, Frau von Elbe, verwickelte sich im Kreuzverhör in Widersprüche. Da sie aufgrund der Diagnose einer klassischen Hysterie nun als nicht mehr glaubwürdig angesehen wurde und Hirschfeld seine frühere Aussage zurückzog, da außerdem Eulenburg seine eidliche Aussage aus dem Brand-Prozess wiederholte, wurde Harden der Verleumdung für schuldig befunden und mit vier Monaten Haft bestraft. Der Kaiser war erleichtert und auch das liberale Berliner Tageblatt schrieb, das Urteil solle eine Mahnung sein für alle, die meinten, den politischen Kampf auf dem Gebiet des Privatlebens führen zu müssen.

### Harden gegen Städele

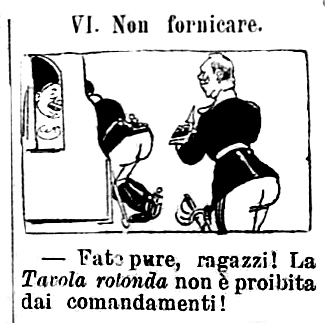
„Du sollst nicht nach der Frau deines Nächsten verlangen.“ – „Macht weiter Jungs, die Tafelrunde ist von den Zehn Geboten nicht untersagt!“ – italienische Karikatur vom 23. Februar 1908

Harden versuchte nunmehr die Homosexualität Eulenburgs zu beweisen. Er hatte angebliches Beweismaterial zugespielt bekommen, das ihm ermöglichte, Eulenburg des Meineids zu überführen. Mit Bernstein heckte er folgende Charade aus: Um die preußische Justiz zu umgehen und das Verfahren selbst unter Kontrolle zu halten, überredete er Anton Städele, einen Kollegen aus Bayern, in der Neuen Freien Volkszeitung vom 25. März 1908 einen Artikel zu veröffentlichen, in dem es hieß, dass Harden eine Million Mark Schweigegeld von Eulenburg erhalten habe.
Die vermeintliche Verleumdung durch seinen Komplizen ermöglichte Harden, den Herausgeber der Zeitung zu verklagen. Der Prozess begann am 21. April 1908 vor dem Amtsgericht München I. Auch wenn es wenig mit dem Klagegegenstand der erlogenen Zahlung zu tun hatte, wurden während des Verfahrens auch der vorbestrafte Milchhändler Georg Riedel und der Starnberger Fischer Jacob Ernst als Zeugen angehört, die erklärten, dass sie in ihrer Jugend in den 1880er Jahren sexuelle Beziehungen zu Eulenburg unterhalten hätten. „Wenn wir wo hingefahren sind, haben wir die ›Lumperei‹ gemacht“, sagte der ältliche Fischer aus. Städele wurde daraufhin im April 1908 – wie beabsichtigt – verurteilt und erhielt das Zwangsgeld von 100 Mark von Harden zurück. Gegen Eulenburg wurde jedoch nunmehr Anzeige wegen Meineides erstattet.
Weltweit überschlugen sich die Zeitungen. Die Zeugenaussagen wurden allerorts für bare Münze genommen. Es wurde beklagt, homosexuelle Vorgänge in der Oberschicht würden von Polizei, Staatsanwaltschaften und Gerichten nicht verfolgt. Die Familien aller Beteiligten, ihrer Ehefrauen und Kinder, gerieten ins Scheinwerferlicht der Boulevardzeitungen, die sich auf die „skandalösen“ Aspekte der Geschichte stürzten. Für Eulenburg bedeutete der Ausgang des Münchner Verfahrens die moralische Vernichtung und, nach den Worten des Diplomaten Axel Freiherr von Varnbüler, „den vollkommenen Zusammenbruch seiner ganzen Existenz – mit allen Konsequenzen“.

### Strafverfahren gegen Eulenburg
Am 7. Mai 1908 wurde eine Voruntersuchung der Berliner Staatsanwaltschaft gegen Eulenburg wegen Meineids eröffnet und zugleich das Urteil gegen Harden kassiert. Riedel und Ernst wurden in Liebenberg dem Fürsten drei Stunden lang an seinem Krankenbett gegenübergestellt, blieben jedoch bei ihren Aussagen. Der Untersuchungsrichter erließ Haftbefehl gegen Eulenburg und ordnete seine Überführung in die Berliner Charité an. Besonders hart traf ihn, dass der Kaiser ihn aufforderte, den Schwarzen-Adler-Orden zurückzugeben, dem er dann noch alle anderen Orden hinzufügte, die ihm Wilhelm je verliehen hatte.
Am 29. Juni 1908 begann vor dem Moabiter Schwurgericht der Prozess unter Ausschluss der Öffentlichkeit. Der Angeklagte wurde auf einer Trage in den Gerichtssaal gebracht. Nachdem die ersten von 41 Zeugen, darunter wiederum Jacob Ernst und zehn weitere, die Eulenburg durch ein Schlüsselloch beobachtet haben wollten, angehört worden waren, wurde der Prozess wegen Eulenburgs schlechten Gesundheitszustands unterbrochen. Eulenburg brach zusammen. Er wurde dann wiederholt auf seine Verhandlungsfähigkeit untersucht und die Verhandlungen teilweise in das Krankenhaus verlegt. Erst im Juli 1909 wurde die Hauptverhandlung wieder eröffnet; schon nach einer Stunde brach Eulenburg erneut zusammen. Ende September konnte er gegen eine Kaution von 100.000 Mark nach Liebenberg zurückkehren.
Seine Freunde mieden ihn dort wie einen Aussätzigen. Doch versammelte sich der Liebenberger Kreis weiterhin um den Kaiser, der Ende Oktober 1908 die Daily-Telegraph-Affäre verursacht hatte, welche die Presse noch weiter gegen ihn aufbrachte. Während eines Jagddiners im Schloss Donaueschingen am 14. November 1908 starb General Dietrich Graf von Hülsen-Haeseler, der Liebenberger Freund und Chef des Militärkabinetts Wilhelms II., als er vor dem Kaiser und seiner ganzen Jagdgesellschaft als Ballerina verkleidet im Tutu tanzte und dabei einen Herzinfarkt erlitt. Die Umstände seines Todes wurden angesichts des Eulenburg-Prozesses sorgfältig vertuscht. Bis zum Ende des Kaiserreiches 1918 konnte kein Urteil gegen den schwerkranken Fürsten mehr gefunden werden und bis zu Eulenburgs Tod im September 1921 wurde der Prozess nicht wiederaufgenommen.

### Moltke gegen Harden (drittes Verfahren)
Im April 1909 begann die Revision des Verfahrens zwischen Moltke und Harden. Bülow hatte im Vorfeld versucht, den Prozess durch Einwirken auf den preußischen Justizminister Max von Beseler zu verhindern oder bis nach dem Eulenburg-Prozess zu vertagen. Nachdem dies nicht gelang, einigte sich Beseler mit dem Staatsanwalt Isenbein darauf, Harden im Falle eines Prozesses nur mit einer Geldstrafe zu bestrafen, die Zeugen Georg Riedel und Jacob Ernst aus Bayern nicht vorzuladen und keine über den Fall Moltke hinausgehenden Sachverhalte zu erörtern. Mit Harden sprach sich Bülow ab, indem er ihn angelegentlich der Daily-Telegraph-Affäre vor einem Prozess bewahrte, das Verbot seiner Zeitschrift abmilderte und auf einen Majestätsbeleidigungsprozess verzichtete. Aufgrund dieses „Vergleichs“ wies Bülow über Beseler dann den Staatsanwalt an, auf eine Beweisaufnahme zu verzichten und keine Strafe zu beantragen. Beide Seiten sprachen zu diesem Zweck ihre Aussagen ab.
Nachdem das Gericht jedoch von diesem Plan abwich und Harden wegen „übler Nachrede“ zu 600 Mark Geldstrafe und Zahlung der Prozesskosten verurteilt worden war, beschuldigte Harden Bülow des Wortbruchs und kündigte öffentlich eine Revision an. Bülow intervenierte und Harden verzichtete auf einen erneuten Prozess, nachdem Bülow ihm einen eigenhändigen Brief zukommen ließ, der ihn von aller Schuld freisprach und so seine Ehre wieder herstellte und ihm zusätzlich 40 000 Mark aus geheimen Mitteln der Reichskanzlei als Ersatz für seine Unkosten bei den Prozessen zahlte.

## Gründe
Die Gründe, die den Herausgeber und Journalisten Harden zu seinem Artikel in der Zukunft veranlassten, wurden kontrovers diskutiert. Von einigen Historikern wird Harden als Instrument eines Interessenkreises um die politische Erbschaft Bismarcks gesehen, während andere Hardens Artikel für den Ausdruck einer Missbilligung der deutschen Außenpolitik halten, die er mit der „Grauen Eminenz“ im Auswärtigen Amt, Friedrich von Holstein, teilte.
In seiner 2010 erschienenen Studie über die Affäre vertritt der Historiker Peter Winzen hingegen die Auffassung, dass vor allem Reichskanzler von Bülow derjenige gewesen sei, der Harden mit Informationsmaterial versorgt und ihm die notwendige Rückendeckung verschafft habe, da er Eulenburg verdächtigt habe, seinen Sturz zu betreiben. Dagegen steht eine Aussage des Zeitzeugen und späteren Staatssekretärs im Auswärtigen Amt, Richard von Kühlmann. In seinen Erinnerungen schildert Kühlmann seine letzte Unterredung mit Holstein und resümiert: „Als später in Maximilians Hardens ‚Zukunft‘ die ersten Artikel erschienen, die den ungeheuren Moltke-Eulenburg-Skandal einleiteten, war es mir nach der geschilderten Unterredung mit Holstein ohne weiteres klar, wo der geistige Urheber der Artikel zu suchen sei. Hardens Ausführungen deckten sich zum Teil fast wörtlich mit dem, was mir der damals noch allmächtige Geheimrat im Laufe der letzten Unterredung gesagt hatte.“

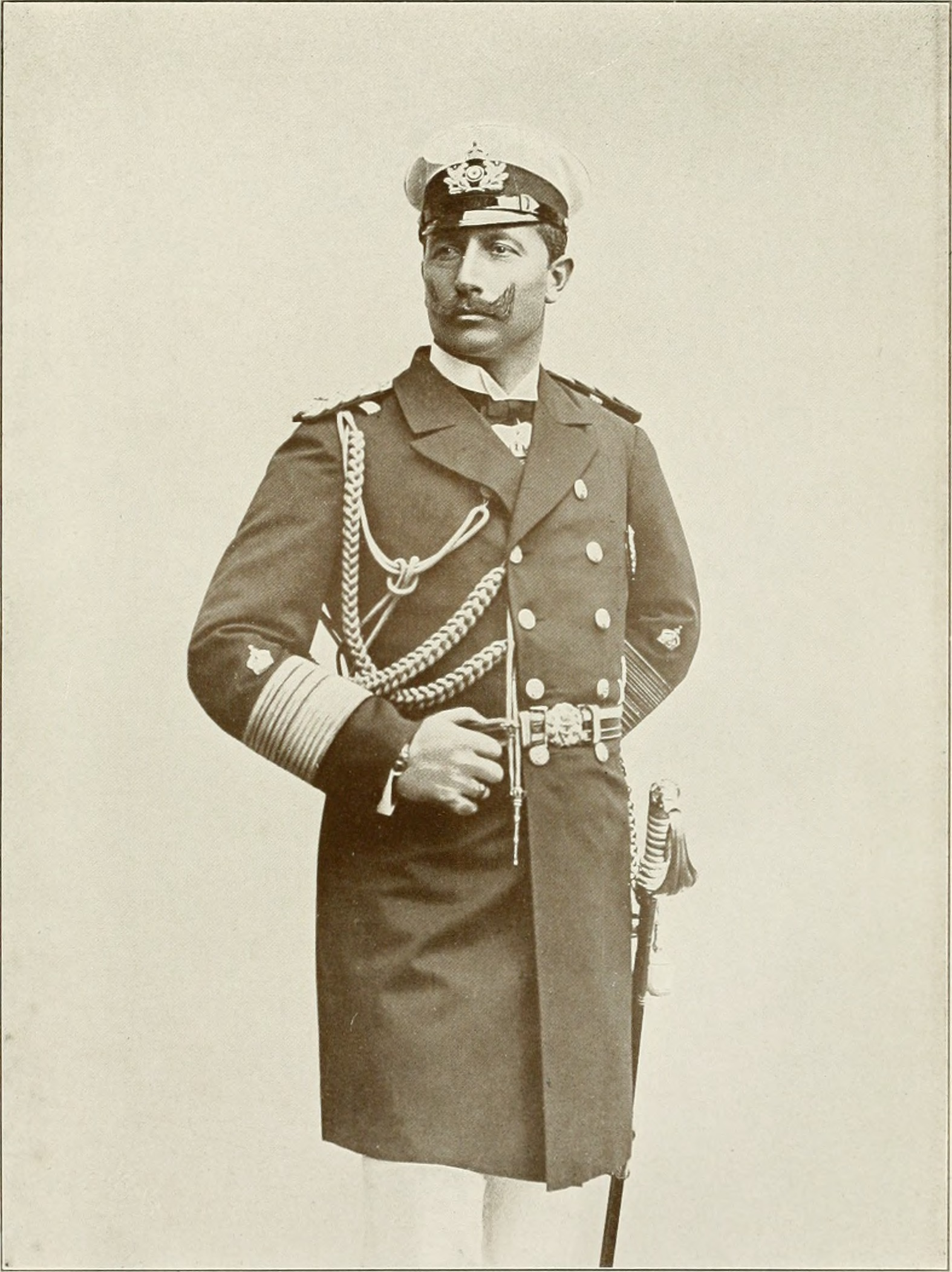
Wilhelm II. im Jahr 1908

Wilhelm II. hatte Bismarck, der eine Realpolitik der Verträge und Vereinbarungen verfolgt hatte, im Jahre 1890 entlassen. Unklar ist, ob und inwieweit Eulenburg damals seine Hand im Spiel hatte. Der Antiimperialist und Englandfreund Eulenburg, der 1894 von einem einfachen Mitglied des Diplomatischen Corps zum Botschafter befördert wurde, war sicher einer der wichtigsten Berater Wilhelms II. und versuchte ihn wiederholt auf einen friedlichen, englandfreundlicheren Kurs zurückzudrängen. Doch hatte er vor dessen Sturz auch im Hause Bismarcks verkehrt und war überdies eng befreundet mit dem Sohn Herbert von Bismarck.
Wie viele bemerkte jedenfalls auch der „Eiserne Kanzler“, dass die Besonderheit der Beziehung von Wilhelm II. und Eulenburg „nicht aufs Papier gehört“; er sah den jungen Kaiser durch Hintermänner beraten, deren Politik er ablehnte. Den Liebenberger Freundeskreis bezeichnete er als „Kamarilla der Kinäden“. Schon gegen die liberalen, parlamentarischen Einstellungen der Kaiserin Victoria, der Tochter der britischen Königin Victoria und Mutter Wilhelms II., hatte Bismarck, teilweise mit indirekten Methoden, Stellung bezogen. So soll es auch Bismarck selbst nach seiner Entlassung gewesen sein, der – angeblich bei einer Flasche Wein, die ein Versöhnungsgeschenk von Wilhelm II. gewesen sei – Harden erste Informationen über den homoerotischen Liebenberger Kreis zugespielt haben soll, möglicherweise weil Bismarcks Sohn Herbert auch betroffen war. Harden hatte diese Informationen jedoch zurückgehalten und bei früheren Angriffen auf Eulenburg nicht verwendet.
Er habe bis 1902 gewartet, um Eulenburg dann persönlich zu erpressen, seinen Botschafterposten in Wien aufzugeben; anderenfalls würde er ihn öffentlich bloßstellen. Eulenburg soll dem nachgegeben haben, indem er aus „gesundheitlichen Gründen“ zurücktrat und sich vorerst aus dem öffentlichen Leben zurückzog. Eine Reihe von Historikern – darunter Wolfgang J. Mommsen – lehnen diese Interpretation der Vorgänge allerdings als zu spekulativ ab. Der Rückzug Eulenburgs aus dem politischen Leben im Jahre 1902 soll nach Mommsens Ansicht vor allem dadurch bedingt gewesen sein, dass Eheskandale in seiner nächsten Verwandtschaft die Gefahr mit sich gebracht hätten, dass auch seine Homosexualität zur Sprache gebracht werden könnte.
Nach damaliger Moralvorstellung hätte dies nicht nur seine gesellschaftliche und politische Ächtung nach sich gezogen, sondern auch ein Strafverfahren nach sich gezogen. Nach Mommsens Analyse soll Harden jedoch erst 1906 zu der Überzeugung gelangt sein, dass die diplomatische Strategie der Reichsleitung in der Ersten Marokko-Krise vor allem deshalb gescheitert sei, weil sich Wilhelm II. unter dem Einfluss des Liebenberger Kreises nicht dazu bereitgefunden habe, einen Krieg gegen Frankreich zu riskieren.
Nachdem Eulenburg im Zuge der Algeciras-Konferenz 1906 politisch wieder auftauchte, schrieb Harden einen ersten, nur andeutenden Artikel mit der unverhohlenen Drohung, mehr nachzuliefern. Eulenburg reagierte mit seinem Rückzug in die Schweiz. Für Harden war die Homosexualität lediglich ein Mittel, den privaten Freundeskreis des Kaisers als „Kamarilla“ zu diskreditieren.
Volker Ullrich: „Harden wusste, was er tat. Homosexualität galt in der prüden, männerbündischen wilhelminischen Gesellschaft als abartiges Verhalten und wurde nach Paragraf 175 bestraft. Nichts war geeigneter, einen öffentlichen Skandal zu provozieren, als der Verdacht, dass sich an der Spitze des Reiches ein Klüngel schwuler Männer tummelte, die aufgrund ihrer effiminierten Natur zu einer kraftvollen Politik nach außen und nach innen außerstande seien.“
Schlimmer als diese Skandale war für Harden die Tatsache, dass Eulenburg nach Deutschland zurückkehrte, um den Hohen Orden vom Schwarzen Adler zu erhalten. Eulenburg änderte auch nicht seine Meinung, als Prinz Friedrich Heinrich Prinz von Preußen die Aufnahme in den „Orden der Ritter des hl. Johannes“ wegen seiner gleichgeschlechtlichen Geschichten ablehnte.

## Auswirkungen
Die Eulenburg-Affäre gilt als ein Beispiel für Vorurteile und Heuchelei, die als Mittel für politische Ziele genutzt werden. Eulenburgs Ehefrau kommentierte gegenüber Magnus Hirschfeld die Angelegenheit mit den Worten: „Auf meinen Mann schlägt man und den Kaiser meint man.“ Dieser war fortan in den tonangebenden Kreisen – bei Konservativen, aber auch bei Liberalen – als „Weichling“ und „Schwächling“ verschrien („Wilhelm der Friedfertige“), der – vom „männlichen“ Kurs Bismarcks abgekommen – sich vor dem vermeintlich notwendigen Risiko eines Krieges scheute und damit Deutschlands Macht und Ansehen international aufs Spiel setzte. Um diesen Eindruck zu entkräften, kam der Kaiser nach und nach in Zugzwang.
Nach der Daily-Telegraph-Affäre kam es zu einer Krise im Regierungslager und am 14. Juli 1909 trat der bereits durch die Eulenburg-Affäre geschwächte Reichskanzler von Bülow zurück. Der Kaiser ernannte im Juli 1909 Theobald von Bethmann Hollweg zum Nachfolger, der die rivalisierenden Parteien beruhigen sollte. Dieser bemühte sich zwar um eine Verständigung mit Großbritannien, doch hatten es die außenpolitischen Hardliner fortan leichter, den Kaiser unter Druck zu setzen.
Harden fühlte sich als Sieger, der „den Einfluss der Kamarilla gebrochen“ hatte. Der Kaiser war kompromittiert, das Ansehen der Monarchie und ihrer aristokratischen Führungsschicht schwer erschüttert. Indem er Homosexualität zum Politikum machte, hatte Harden „bewusst auf Skandal gesetzt und dabei bedenkenlos alle Register des Sensationsjournalismus gezogen. Das sei eben sein »dreckiges Metier«, hielt er Walther Rathenau entgegen, der ihm deswegen Vorwürfe machte“.
Harden erzählte aber später, dass die Affäre zwar erfolgreich, zugleich aber auch sein größter politischer Fehler gewesen sei. Kaiser Wilhelm II. wandte sich, wie Harden es beabsichtigt hatte, von den durch die Affäre stigmatisierten moderaten Kreisen ab. In der Folge wandte er sich mehr militärisch ausgerichteten Beratern zu.
Gesellschaftlich peitschte die jahrelange Affäre um den Liebenberger Kreis die öffentliche Diskussion über Homosexualität zu einem Höhepunkt. Sie zählt zu den weltweit aufsehenerregendsten Ereignissen in der langen Geschichte der „LGBT“.
Einerseits führte sie zu einer Enttabuisierung des Themas, andererseits verstärkte sie die schwulenfeindlichen Stimmungen im Kaiserreich; manche sprachen gar von einer regelrechten »Verfolgungsepidemie«. Magnus Hirschfeld sah die Schlammschlacht um Ehre und Verleumdung als einen Wendepunkt der bis dato nicht selten zu findenden stillschweigenden Akzeptanz von Homosexualität in Gesellschaft und Militär. Besonders der preußische Kriegsminister General Karl von Einem profilierte sich fortan als Verfechter einer besonders harten Linie gegen homosexuelle Offiziere in der preußischen Armee.
In einer Reichstagsrede vom 29. November 1907 forderte er alle homosexuellen Offiziere auf, ihren Abschied zu nehmen. Manche wandten sich an Hirschfeld, dem es gelang, einige vom Suizid abzuhalten. Philipp zu Eulenburg starb am 17. September 1921 in Liebenberg als geächteter und gebrochener Mann, Kuno von Moltke eineinhalb Jahre danach. Die wiederholten Gesetzesinitiativen zur Abschaffung des § 175 wurden im Reichstag der Kaiserzeit ebenso blockiert wie in der Weimarer Republik; die Nazis verschärften den Straftatbestand 1935 noch. Bis 1969 wurden Tausende abgeurteilt.
Harden begründete mit seiner Schmutzkampagne zugleich eine neue Form juristisch-politischer Globalisierung. Die Allgemeine Rundschau fasste damals zusammen: „Aber dieser Prozess ist zum Weltgespräch geworden, Hardens Darstellung hat ihren Weg in alle Erdteile genommen, und das Urteil der ausländischen Presse beweist, dass ihr in der Fremde fast überall Glauben geschenkt wird.“ Diffamierung machte er zum journalistischen Instrument und die Weltöffentlichkeit zum politischen Hebel.
Wolfgang Wippermann weist darauf hin, dass schon der Anwalt Fritz Friedmann, der Leberecht von Kotze in der Kotze-Affäre verteidigt hatte, wegen seiner Enthüllungen und seiner geschickten Öffentlichkeitsarbeit als Jude diskriminiert wurde und bei Hof als „Reichsfeind“ verhasst war, was Harden sicherlich beeinflusste.
Wippermann sieht eine historische Ironie darin, dass der bismarcktreue Harden mit seiner Kampagne gegen Eulenburg nur den Spieß umdrehte, indem er sich gegen die nach Bismarcks Rücktritt verschärfte soziale und rassische Stigmatisierung der Juden als nicht satisfaktionsfähige, verweichlichte, „undeutsche“ und „unehrenhafte“ Männer wandte – Juden waren von Offiziersrängen ausgeschlossen und wurden allmählich aus den Studentenverbindungen herausgedrängt. Damit habe er den Vorwurf der Verweichlichung in unanständiger, aber wirksamer Weise an die homosexuellen Mitglieder der Hofkamarilla und an den kriegsscheuen „Wilhelm den Friedfertigen“ zurückgegeben. Unter diesem Druck zunehmender Stigmatisierung strebten damals viele deutsch-jüdische Korporationen danach, „im Spiel um Männlichkeit und Ehre“ durch das Austragen von Mensuren „mitzumischen“.